# Centropogon phoeniceus
Centropogon phoeniceus är en klockväxtart som beskrevs av Jeppesen. Centropogon phoeniceus ingår i släktet Centropogon och familjen klockväxter. Inga underarter finns listade i Catalogue of Life.